# Све

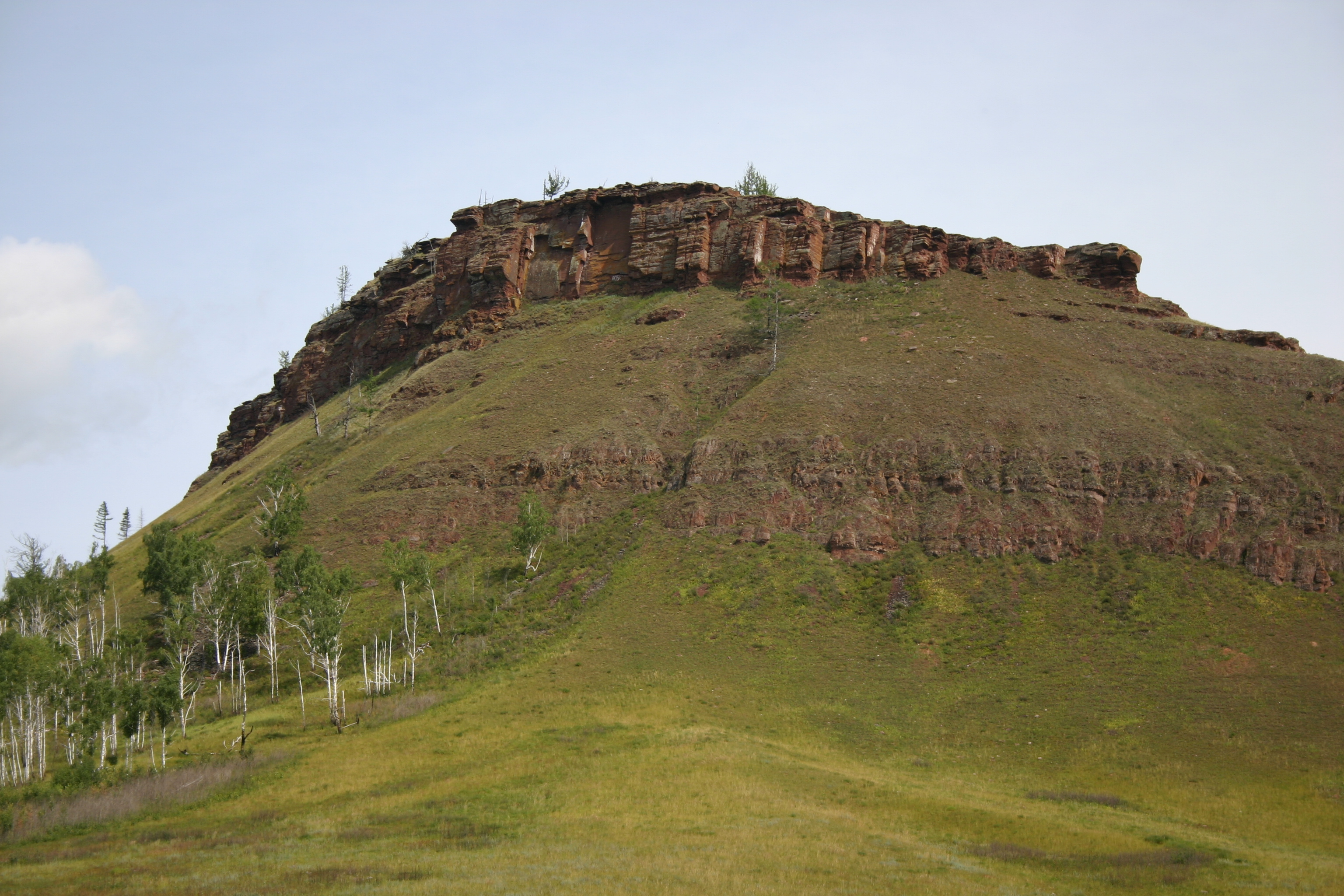
Све «Чебаки» (Све-Тах)

Све (в переводе с хакасского языка — «крепость») — древние архитектурно-фортификационные сооружения на вершинах  сопок Южной Сибири, сосредоточенные главным образом в Минусинской котловине (Республика Хакасия). Примеры — крепость Чебаки, Устанах, Сырское сооружение.

## Общие характеристики
Све обычно имеют каменные стены из плоских плит песчаника или обломков рваного камня, сложенные без раствора, и иногда каменно-земляные валы. На начало XXI века было известно около 45 све, на территории 10 из которых проведены археологические раскопки.
Существуют различные мнения по поводу датировки и предназначения све. Археолог-любитель XIX века И. П. Кузнецов-Красноярский считал све крепостями-убежищами эпохи средневековья; эта точка зрения существовала в науке до недавнего времени. Строительство таких укреплений связывали с государствами киргизов и монголов.
Сооружения данного типа были введены в научный оборот в 1888 году Дмитрием Клеменцем, который обратил внимание на типологическую связь таких све, как Устанах, Сырское сооружение и Чебаки. Археолог заключил, что перечисленные южносибирские памятники были созданы одним и тем же древним народом.
Не совсем верно именовать све крепостями, так как фортификационная функция данных памятников является спорной: хотя в архитектурном оформлении зримо присутствует образ крепости, в целом фортификационный уровень городищ низкий. Уязвимый момент в обороноспособности све — полное отсутствие постоянных источников воды внутри укреплений. 
В результате работ археологов М. Л. Подольского и А. И. Готлиба на памятниках такого типа были обнаружены артефакты эпохи ранней бронзы, что привело к пересмотру датировке и назначения части све. Для памятников характерны следующие общие признаки городища эпохи бронзы:
- для строительства выбирались доминирующие над местностью вершины гор, увенчанные останцом-утёсом;
- све сооружались не на самой высокой точке горного массива (причём в таких случаях территория памятника хорошо просматривается с окрестных гор);
- при строительстве в качестве природного компонента использовались отвесные скальные обрывы;
- на некоторых све есть стены, не имеющие оборонительной функции.

## Чебаки
Наиболее тщательно археологически исследовано городище Чебаки. Оно имеет две линии оборонительных стен, сооружённых из плит песчаника. Первая, внешняя, отсекает участок вершины горы размерами 160 на 170 м. Общая длина первой, внешней стены — 210 м. На момент исследований высота стены доходила до 1,8 м, на сегодняшний день высота стены доходит до 1,5 м при этом кладка стен прекрасно сохранилась. Внутренняя стена крепости ограничивает небольшой участок вершины, являвшейся цитаделью. В западной части цитадели вплотную к стене пристроены два каменных сооружения овальной и подпрямоугольной формы размерами 4×5 м и 4×6 м. Культурный слой содержит многочисленные кости животных, фрагменты керамики и вещественные находки. Анализ материалов раскопок не позволяет интерпретировать эти сооружения как бытовые жилые комплексы. Археологические исследования 1990-х годов позволили заключить, что целостный архитектурный облик цитадели Чебаки сформировался в окуневское время (2 тысячелетие до н. э.), в эпоху бронзы. 

## Аналоги
Определённое сходство в планиграфии и архитектуре све прослеживается с такими памятниками, как крепость Мешоко майкопской культуры в Прикубанье и Ливенцовская крепость катакомбного времени в низовьях Дона. Аналоги све есть и в других горных областях севера Центральной Азии — в Прибайкалье, на Горном Алтае, в Туве. Похожие памятники известны на Кавказе, в Крыму и на Балканах. Это объясняется экологической обусловленностью формирования культуры древних обществ в условиях горных систем.